# NGC 7080
NGC 7080 is een balkspiraalstelsel in het sterrenbeeld Vosje. Het hemelobject werd op 6 september 1863 ontdekt door de Duitse astronoom Albert Marth.

## Synoniemen
- UGC 11756
- MCG 4-50-12
- ZWG 471.11
- NPM1G +26.0474
- IRAS 21278+2629
- PGC 66861